# ديفيد هاريس (لاعب كرة قدم أسترالية)
ديفيد هاريس (بالإنجليزية: David Harris)‏ هو لاعب كرة قدم أسترالية أسترالي، ولد في 12 يوليو 1946.

## وصلات خارجية
- ديفيد هاريس على موقع AustralianFootball.com (الإنجليزية)
- ديفيد هاريس على موقع AFLtables.com (الإنجليزية)